# Municipio de View
El municipio de View (en inglés: View Township) es un municipio ubicado en el condado de Williams en el estado estadounidense de Dakota del Norte. En el año 2010 tenía una población de 32 habitantes y una densidad poblacional de 0,34 personas por km².

## Geografía
El municipio de View se encuentra ubicado en las coordenadas 48°14′11″N 103°9′34″O / 48.23639, -103.15944. Según la Oficina del Censo de los Estados Unidos, el municipio tiene una superficie total de 92.84 km², de la cual 92,71 km² corresponden a tierra firme y (0,13 %) 0,12 km² es agua.

## Demografía
Según el censo de 2010, había 32 personas residiendo en el municipio de View. La densidad de población era de 0,34 hab./km². De los 32 habitantes, el municipio de View estaba compuesto por el 96,88 % blancos, el 3,13 % eran de otras razas. Del total de la población el 3,13 % eran hispanos o latinos de cualquier raza.